# Kostkové šachy
Kostkové šachy je strategická desková hra pro dva hráče, jejímž autorem je Vladimír Pribylinec. Jedná se o variantu hry šachy, v níž se místo běžných hracích kamenů používají kostky s vyznačenými symboly figur.
Pravidla vycházejí z klasického šachu. Variantu hrají dva hráči na desce 8×8 polí, zrušena je proměna pěšce na poslední řadě a braní mimochodem. Pěšec má extenzi dvoukroku po diagonálách a vertikále z libovolného pole, ale jenom po volných polích. Vyřazené kostky se dávají stranou tak, aby navrchu zůstala aktuální hodnota kostky (tedy bez otočení), která určuje její pohyblivost. Hráč může místo klasického tahu otočit libovolného svého pěšce na hodnotu odpovídající některé vyřazené protivníkově kostce. Ta se následně odstraní úplně ze hry.Pod názvem Cubic chess jsou publikovány 3D-Chess s trojrozměrnou hrací plochou a Kostkové šachy s 3D hracími kameny.
Variant Proteus využívá jako hrací kameny taktéž kostky, u kterých ale symbol na vrchní ploše neurčuje tradiční pohyblivost figury, kostky se převalují na sousední pole.